# 交響曲第6番 (ショスタコーヴィチ)
交響曲第6番 ロ短調 作品54は、ドミートリイ・ショスタコーヴィチが作曲した6番目の交響曲である。

## 概要
交響曲第5番ニ短調を作曲し、その名誉を回復したショスタコーヴィチが1939年に書いた叙情的な作品である。前作とこの作品との関係は、ベートーヴェンの「運命」と「田園」の関係と似ている。ただ、ベートーヴェンの「田園」は標題的であるのに対して、この作品には標題のようなものはない。

## 初演
1939年11月5日、エフゲニー・ムラヴィンスキー指揮、レニングラード・フィルハーモニー交響楽団、レニングラードにて。

## 曲の構成
3つの楽章から構成される。演奏時間は約35分。

### 第1楽章
Largo
ロ短調。第8交響曲と同じように第1楽章に全体で最も重いクライマックスが来ている。最終的に交響曲第12番で実現することとなる「レーニン交響曲」の原型だったといわれる。苦悩と煩悶を描いた長大な楽章。ただし、ミステリアスな幻想性も感じさせる音楽であり、中盤、2本のフルートの不気味なソロと、そのソロを締めくくるトリルがチェレスタに受け継がれる部分は非常に神秘的である。

### 第2楽章
Allegro
ト長調。第1楽章とは対照的に、爽やかで喜びに満ちた楽章となっている。

### 第3楽章
Presto
ロンド形式による終曲。ロ短調～ロ長調。リズミックなロンド主題と、第2楽章のリズムを想わせる中間部を経て、ロンド主題の再現の後、ロ長調に転じたコーダは中間部の楽想で陽気に幕を下ろす。
この曲の構成を一般の交響曲の形式に当てはめてみると、第1楽章＝緩徐楽章、第2楽章＝スケルツォ、第3楽章＝終曲となり、通常の交響曲の第1楽章にあたるソナタ形式の楽章がない。そのため、この曲はしばしば「頭のない交響曲」と呼ばれるが、ベートーヴェンの「月光ソナタ」にその先例が見られる。

## 楽器編成
- 木管楽器
ピッコロ1、フルート2、オーボエ2、イングリッシュホルン1、クラリネット3（うちピッコロクラリネット1持ち替え1）、バスクラリネット1、ファゴット3（うちコントラファゴット持ち替え1）
- 金管楽器
ホルン4、トランペット3、トロンボーン3、チューバ1
- 打楽器、その他
ティンパニ、トライアングル、大太鼓、小太鼓、シロフォン、タムタム、シンバル、チェレスタ、タンブリン、ハープ
- 弦楽器
第1ヴァイオリン、第2ヴァイオリン、ヴィオラ、チェロ、コントラバス

## 解釈について

### バーンスタインによる解釈
同時代に活躍した指揮者であるレナード・バーンスタインは、この曲に関して次のように解説している。以下要約。
- チャイコフスキーの「悲愴」とこの曲は共に交響曲第6番で、ロ短調である。そして「悲愴」は音楽史上初めて、長くゆったりとした終楽章を持ってきており、ショスタコーヴィチの第6番は、音楽史上初めて、長くゆったりとした第1楽章になっている。これは偶然などではなく、ショスタコーヴィチの第6番は「悲愴」を受け継いでいるのである。
- この曲は当時の世界情勢を反映しており、作曲された1939年にドイツがポーランドに侵攻して第二次世界大戦が始まったが、独ソ不可侵条約により、ドイツはポーランドのソ連領には侵攻しなかった。「我が国は平和だ。」という偽善を表しているのが、第2楽章、第3楽章である。
- 第1楽章が長いのは、そこに注目させて、第2・第3楽章の真の狙いを覆い隠すためである。